# Piromorfit
Piromorfit  (iz grškega πῦρ [pir] — ogenj in μορφή [morfe] — oblika) je svinčev klorofosfat s kemijsko formulo Pb5(PO4)3Cl, ki se včasih pojavlja v dovolj velikih količinah, da se koplje kot svinčeva ruda. Kristali so po navadi šesterokotne prizme, zaključene z osnovnimi ploskvami, ki so včasih kombinirane s stisnjenimi ploskvami šesterokotne piramide. Pogosti so tudi trebušasti kristali in grozdičaste in ledvičaste mase. 
Piromorfit je končni člen trdnih raztopin z drugima končnima členoma mimetitom (Pb5(AsO4)3Cl) in vanadinitom (Pb5(AsO4)3Cl). Minerali so si tako podobni, da se jih praviloma lahko loči samo s kemijsko analizo. V preteklosti je ravno zaradi tega vladala zmešnjava iz imenoma zelena svinčeva ruda in rjava svinčeva ruda. Fosfatni ion je prvi kemijsko dokazal nemški kemik M.H. Klaproth leta 1784. Leta 1813 je drug nemški kemik J. F. L. Hausmann mineral preimenoval v piromorfit. 
Barva minerala je običajno svetlo zelena, rumena ali rjava s smolastim sijajem.  Zaradi izomorfne zamenjave fosforja z arzenom piromorfit postopoma prehaja mimetit. Različki, v katerih je svinec izomorfno zamenjan s kalcijem, so svetlejši in imajo manjšo gostoto. Imenujejo se polisferit (zaradi kroglaste oblike), miezit (po mestu Mies na Češkem), nuzierit (po kraju Nuizière v Franciji) in čerokin po pokrajini Cherokee v Georgiji (ZDA). 

## Nahajališča
Piromorfit je sekundarni mineral v oksidiranih delih svinčevih rudišč, redko tudi ognjeniški sublimat. Spremljajojoči minerali so ceruzit, anglezit, smitsonit, viljemit in galenit. 
Nahaja se na več nahajališčih v Nemčiji, Přibramu (Češka), Cornwallu (Velika Britanija), rudnikih Horcajo (Španija), rudniku Les Farges (Francija), srednjem Uralu (Ruska federacija), Pensilvaniji in Idahu (ZDA), Britanski Kolumbiji (Kanada), Mehiki, Novem Južnem Walesu in Queenslandu (Avstralija) in Maroku.
V Sloveniji so ga našli v Litiji.